# 张贺度
张贺度（？—4世纪），十六国时期后赵将领，一作张貉。

## 生平
他效力后赵天王石虎。建武五年（339年）九月，东晋征西将军庾亮镇武昌，让豫州刺史毛宝、西阳太守樊峻以一万精兵戍守邾城。石虎厌恶晋军如此动向，以夔安为大都督，率王子义阳公石鉴、养孙石闵、李农、张贺度、李菟五将军及兵五万人攻打荆、扬北境，以二万骑攻邾城。张贺度攻陷邾城，杀死六千人，又败毛宝于邾西，杀死万余人。赵军进犯江夏、义阳，毛宝、樊峻及东晋义阳太守郑进皆死。夔安等进围石城，被竟陵太守李阳所破才退兵。
当时大司马幽州牧王子燕公石斌守边时好饮酒畋猎，经常带着城门钥匙入城，下属肆虐。六年（340年）十月，时任征北将军的张贺度认为应该警惕边防，经常制止规劝他，石斌怒，侮辱张贺度。石虎闻之，大怒，鞭打石斌一百下，派主书礼仪持节监督石斌。石斌仍然我行我素，礼仪禁止他，他怒杀礼仪，又欲杀张贺度，张贺度严格保护自己，骑马告诉石虎。石虎遣尚书张离率骑兵追回石斌，鞭打他三百下，免官回府，诛其亲信十余人。
太宁元年（349年）正月，石虎称帝，高力督梁犊作乱，自称东晋征东大将军，连败后赵军队，发展到十万人，出潼关，进逼洛阳。石虎以李农为大都督、行大将军事，与时任统卫军将军的张贺度、征西将军张良、征虏将军石闵等步骑十万讨之，战于新安，李农等大败，战于洛阳，又败，退屯成皋。石虎另派燕王石斌等于荥阳东败杀梁犊。
当年，石虎驾崩，诸子争立，后石鉴登基，但政权被大将军武德王石闵掌握。大约青龙元年（350年）正月，石闵想消灭石氏，改姓李，改国号卫；公卿文武万余人出奔旧都襄国投奔先前起兵反对石闵的皇弟新兴王石祗。抚军将军张沈据滏口，张贺度据石渎，建义将军段勤据黎阳，宁南将军杨群据桑壁，刘国据阳城，段龛据陈留，姚弋仲据滠头，蒲洪据枋头，都有数万人，都不依附李闵。李闵和大司马录尚书事李农率三万骑讨伐张贺度于石渎。闰正月，石鉴秘密派宦官带着书信召张沈等，让他们乘虚袭都城邺城。宦官告诉李闵、李农，李闵、李农骑马回邺城，废杀石鉴，并杀石虎的三十八个孙子。李闵当月登基，改国号魏。三月，复本姓冉。
八月，张贺度、段勤、刘国、靳豚合兵于昌城，准备攻邺城。冉闵遣尚书左仆射刘群为行台都督，使其将王泰、崔通、周成等率步骑十二万到黄城，亲自率精卒八万后继，攻打张贺度等，战于苍亭，张贺度等大败，死二万八千人，冉闵追斩靳豚于阴安，尽俘其众而归。冉闵军队达到三十余万，旌旗、钲鼓绵亘百余里，赶上了强盛时的后赵。
此后没有张贺度的记载。